# Siphimedia
Siphimedia är ett släkte av steklar. Siphimedia ingår i familjen brokparasitsteklar.
Kladogram enligt Catalogue of Life:
| Siphimedia | \| \| Siphimedia bifasciata \| \| \| \| \| \| Siphimedia flavipes \| \| \| \| \| \| Siphimedia grandipes \| \| \| \| \| \| Siphimedia varipes \| \| \| \| |
|            | \| \| Siphimedia bifasciata \| \| \| \| \| \| Siphimedia flavipes \| \| \| \| \| \| Siphimedia grandipes \| \| \| \| \| \| Siphimedia varipes \| \| \| \| |
|            | Siphimedia bifasciata |
|            | |
|            | Siphimedia flavipes |
|            | |
|            | Siphimedia grandipes |
|            | |
|            | Siphimedia varipes |
|            | |